# Theatrum chemicum britannicum
No debe confundirse con la obra más temprana Theatrum chemicum.
Theatrum chemicum britannicum («Teatro químico británico»), publicada inicialmente en 1652, es una compilación extensivamente anotada sobre literatura alquímica inglesa seleccionada por Elias Ashmole. El libro preservó e hizo disponibles muchas obras que habían existido anteriormente sólo en manuscritos privados. Presenta el verso alquímico de autores tales como Thomas Norton, George Ripley, Geoffrey Chaucer, John Gower, John Lydgate, John Dastin, Abraham Andrews y William Backhouse.
En su prefacio Ashmole dice de sí mismo: "Debo profesar que sé lo bastante como para contener mi lengua, pero no lo suficiente como para hablar".
Una nueva edición corregida y rectificada ha sido impresa bajo la dirección de William J. Kiesel. La edición corregida hizo las correcciones basadas en las hojas de erratas dejadas por Elias Ashmole, así como manuscritos más completos de los textos no disponibles para Ashmole cuando trabajó en la edición de 1652.